# 夏心旻
夏心旻（1965年5月10日—），男，汉族，江苏盐城人，中华人民共和国政治人物。在职研究生学历，拥有南京理工大学工商管理硕士学位。

## 生平
1985年7月毕业于淮阴财经学校（今江苏财经职业技术学院）企业财务专业，参加工作，1988年4月加入中国共产党。1999年11月，担任淮阴县县长。期间兼任淮阴县武委会主任，因工作杰出，被南京军区授予“2003年武委会好主任”。2001年2月，改任淮阴区区长。2003年7月，担任淮安市淮阴区委书记。2005年7月，改任淮安市楚州区委书记。2006年12月，升任江苏省统计局副局长。2014年5月，担任局长。2016年2月，担任江苏省人民政府副秘书长。2018年4月，出任中共扬州市委副书记、扬州市人民政府副市长、代市长。2019年1月，正式当选扬州市市长。2019年12月，任中共扬州市委书记。2021年6月，任中共南京市委副书记、南京市人民政府代市长。2022年4月，正式当选南京市市长。2023年1月7日，不再担任中共南京市委副书记、常委、委员。2023年1月8日，辞去南京市市长一职。转任江苏省人民政府副省长。
2025年1月，当选为江苏省人大常委会副主任。同年3月，辞去江苏省副省长职务。